# José María Truchuelo
José María Truchuelo Ruiz (Querétaro, Querétaro, 28 de abril de 1880 - Ciudad de México, 20 de mayo de 1953) fue un abogado y político mexicano. Entre los cargos que desempeñó, destacan: Secretario General de Instrucción Pública; profesor de derecho constitucional, gobernador de su estado y Ministro de la Suprema Corte de Justicia de la Nación. En el Congreso Constituyente, fue elegido secretario.

## Biografía
Nació el 28 de abril de 1880 en la ciudad de Querétaro y sus padres Manuel Truchuelo López de Ecala, (1844-1912) y Lucía Ruiz Vázquez. Fue bautizado el 30 de abril de 1880 con los nombres de José María Pedro. Estudió la carrera de leyes en el Colegio Civil del Estado. Inició tempranamente su carrera política, pues aún antes de titularse, desempeñó el puesto de secretario del Juzgado de Primera Instancia de lo civil en su ciudad natal.

## Carrera política
Durante el periodo revolucionario, el Licenciado José María Truchuelo se desempeñó como secretario de gobierno del general Teodoro Elizondo; al triunfo de los carrancistas, fue nombrado director del Colegio Civil y en noviembre de 1915, durante la administración del gobernador Federico Montes, fue elegido síndico del Primer Ayuntamiento Libre de Querétaro, paralelamente se desempeñaba como abogado consultor del gobierno y secretario general de Instrucción Pública. En 1916 fue elegido diputado por su estado para integrar el Congreso Constituyente que daría como resultado la Constitución de 1917.

## Legado
En la entidad donde nació una Unidad Deportiva que lleva su nombre; tiene instalaciones para el fútbol rápido, pádel, tenis, voleibol de playa, frontón y básquetbol, entre otras. Al igual que una escuela primaria, varias calles y un fraccionamiento.